# 호프부르크

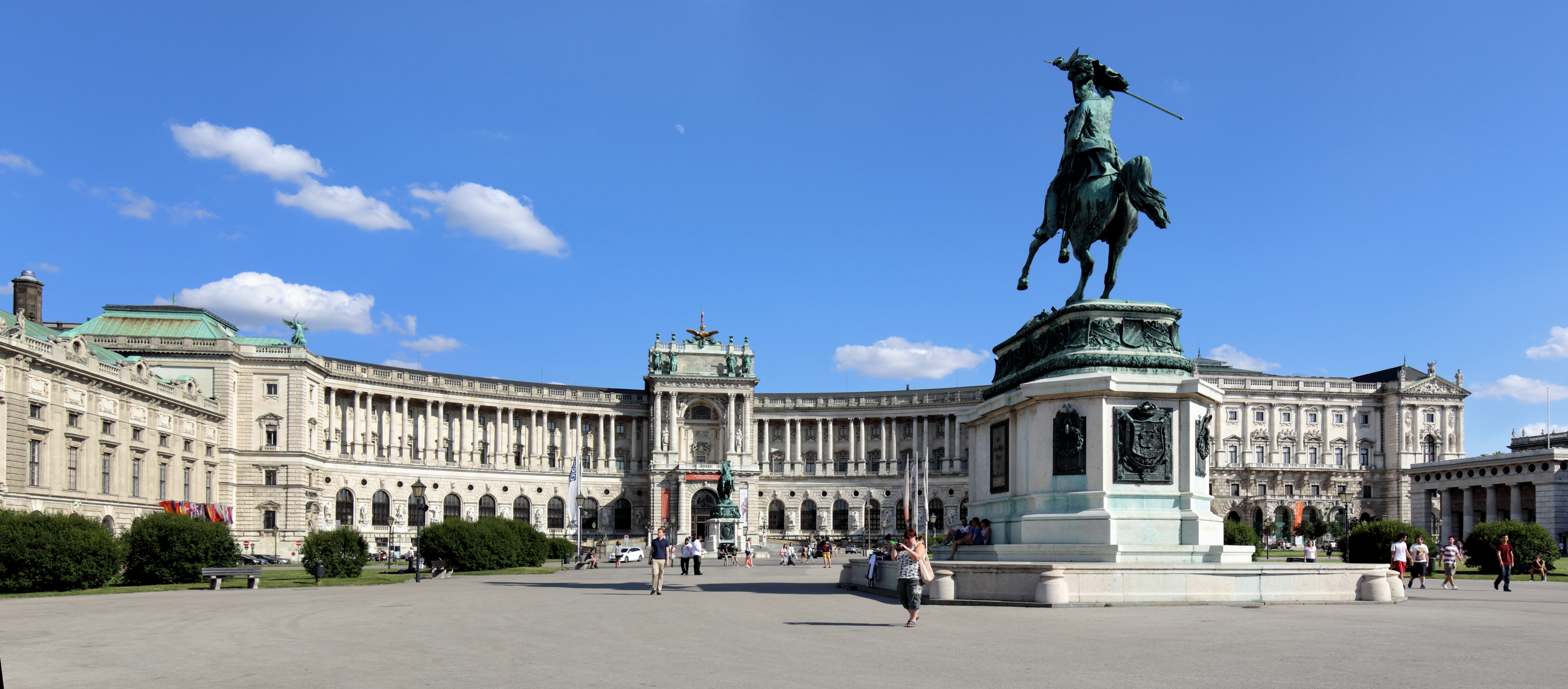
헬덴 광장의 신 호프부르크 왕궁

호프부르크 왕궁(독일어: Hofburg)은 오스트리아 빈에 있는 궁전이다. 건물 가운데에는 오스트리아 연방 대통령의 관저가 있다. 빈 중심에 위치하고 있다.

## 연혁
처음 만들어진 것은 13세기 무렵인 것으로 알려져있다. 그 후 합스부르크 왕가의 왕궁이되어 신성 로마 제국 (오스트리아 공국 · 오스트리아 대공국), 오스트리아-헝가리 제국의 황제의 궁전으로 사용되었다.

## 구조
궁전은 다양한 건물이 증축된 복합 건축물이다.
- Schweizerhof (스위스 궁전)
- Amalienburg (아말리아 궁전)
- Reichskanzlertrakt (제국 총리 하우스)
- Michaelertrakt (미하엘 궁전)
- Neue Hofburg (신 궁전)
- Winterreitschule (겨울 승마 학교)
- Hofburgbibliothek (궁정 도서관)

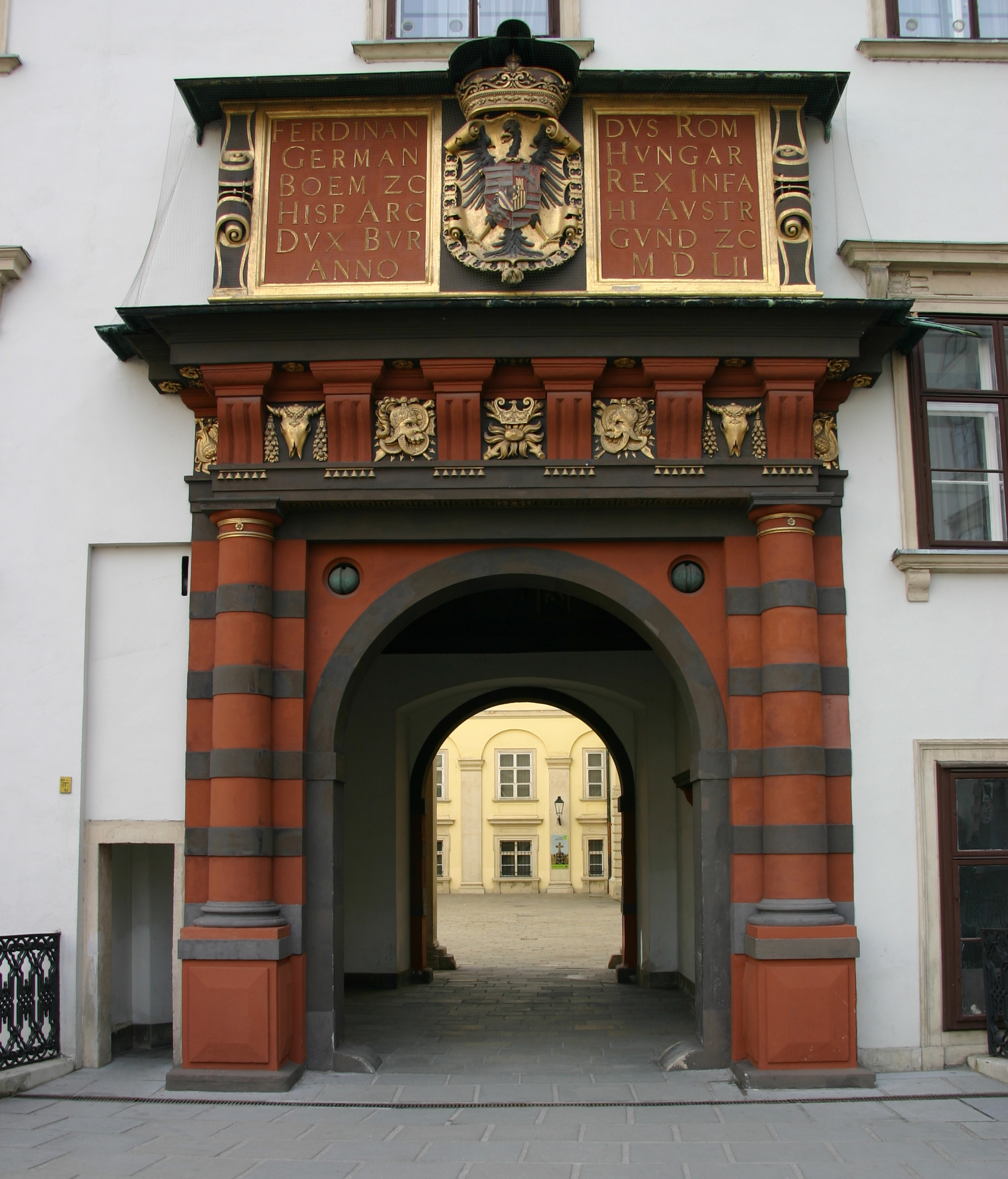
Schweizertor
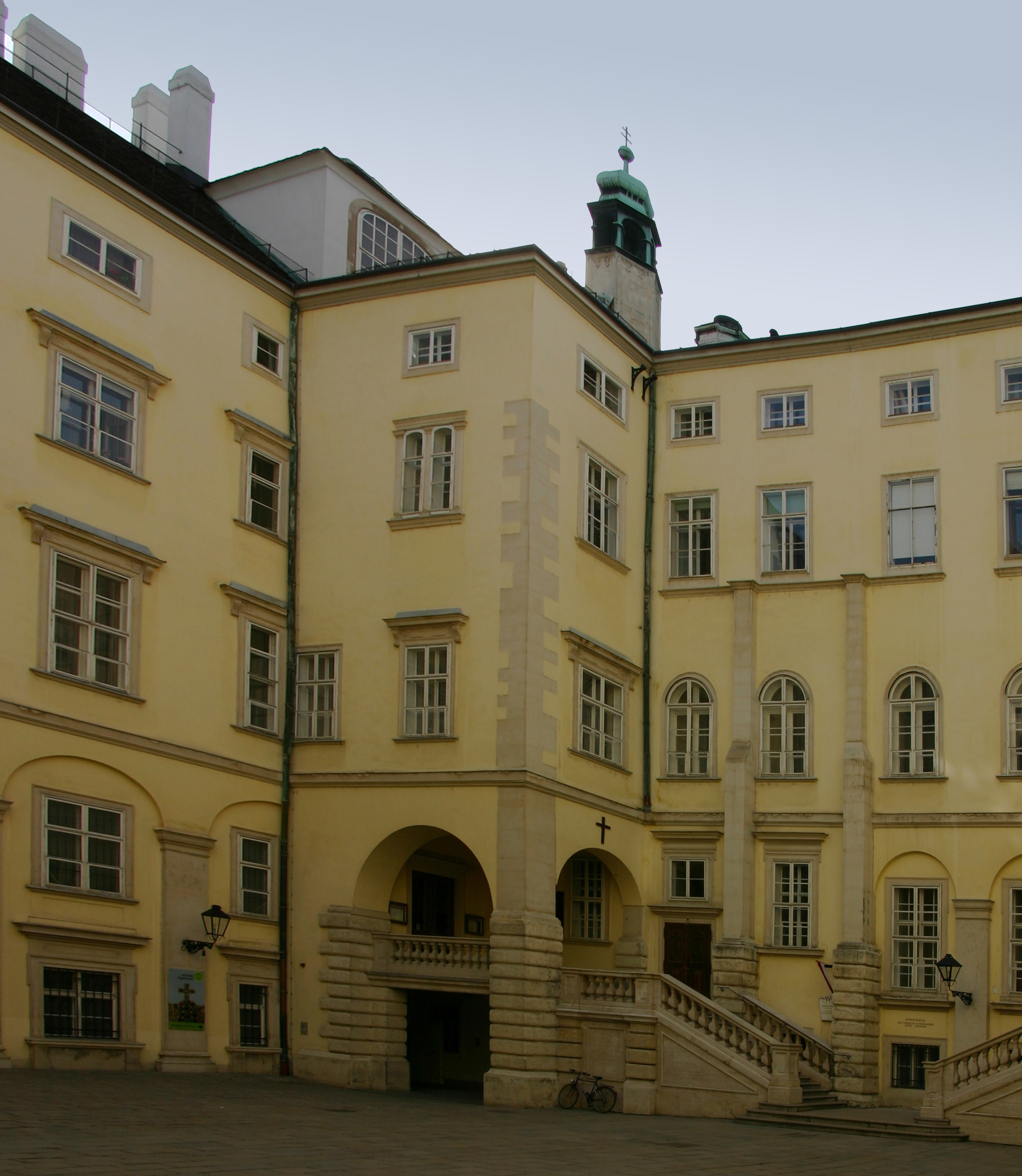
Schweizerhof
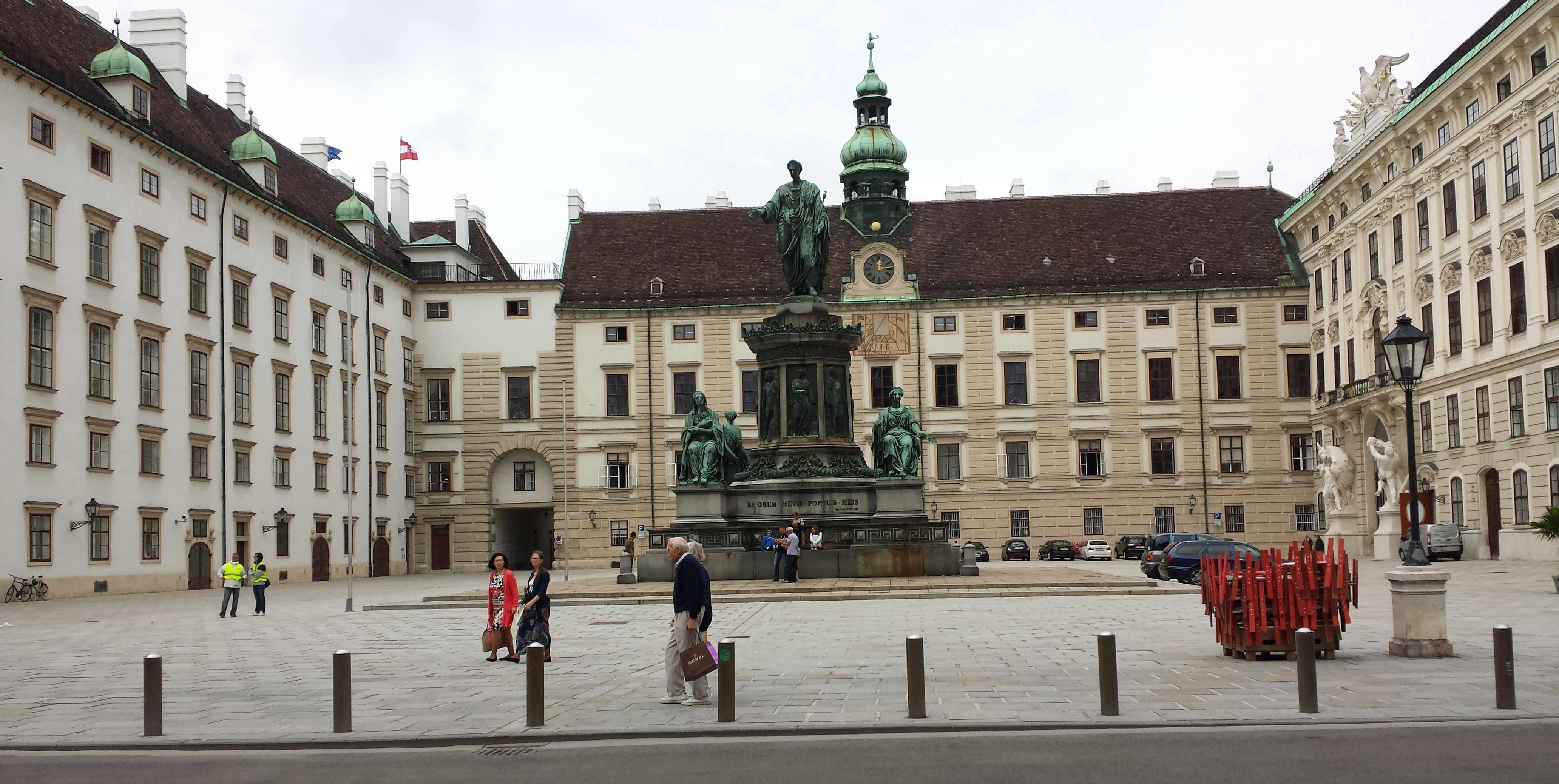
Amalienburg
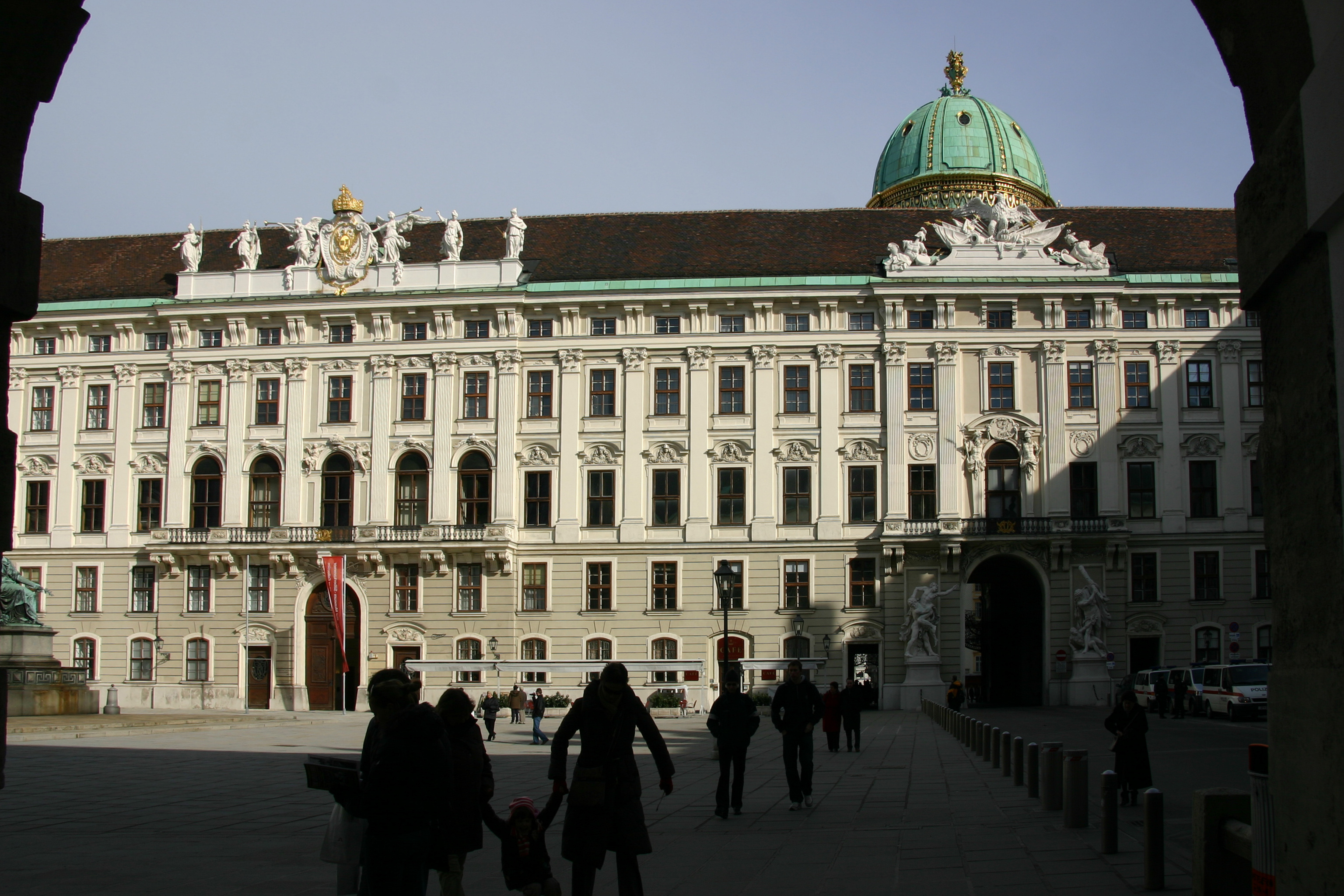
Reichskanzleitrakt
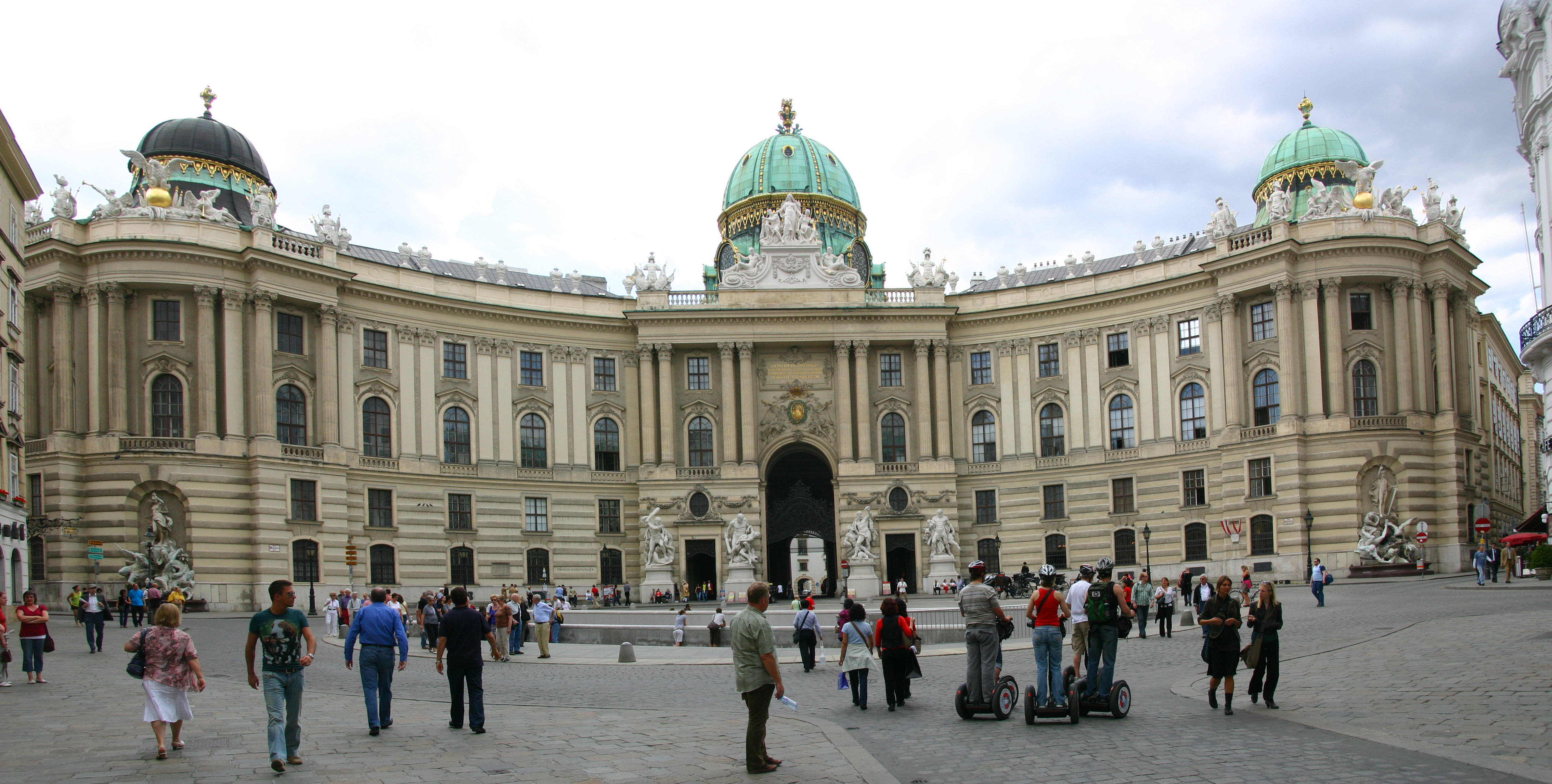
Michaelertrakt
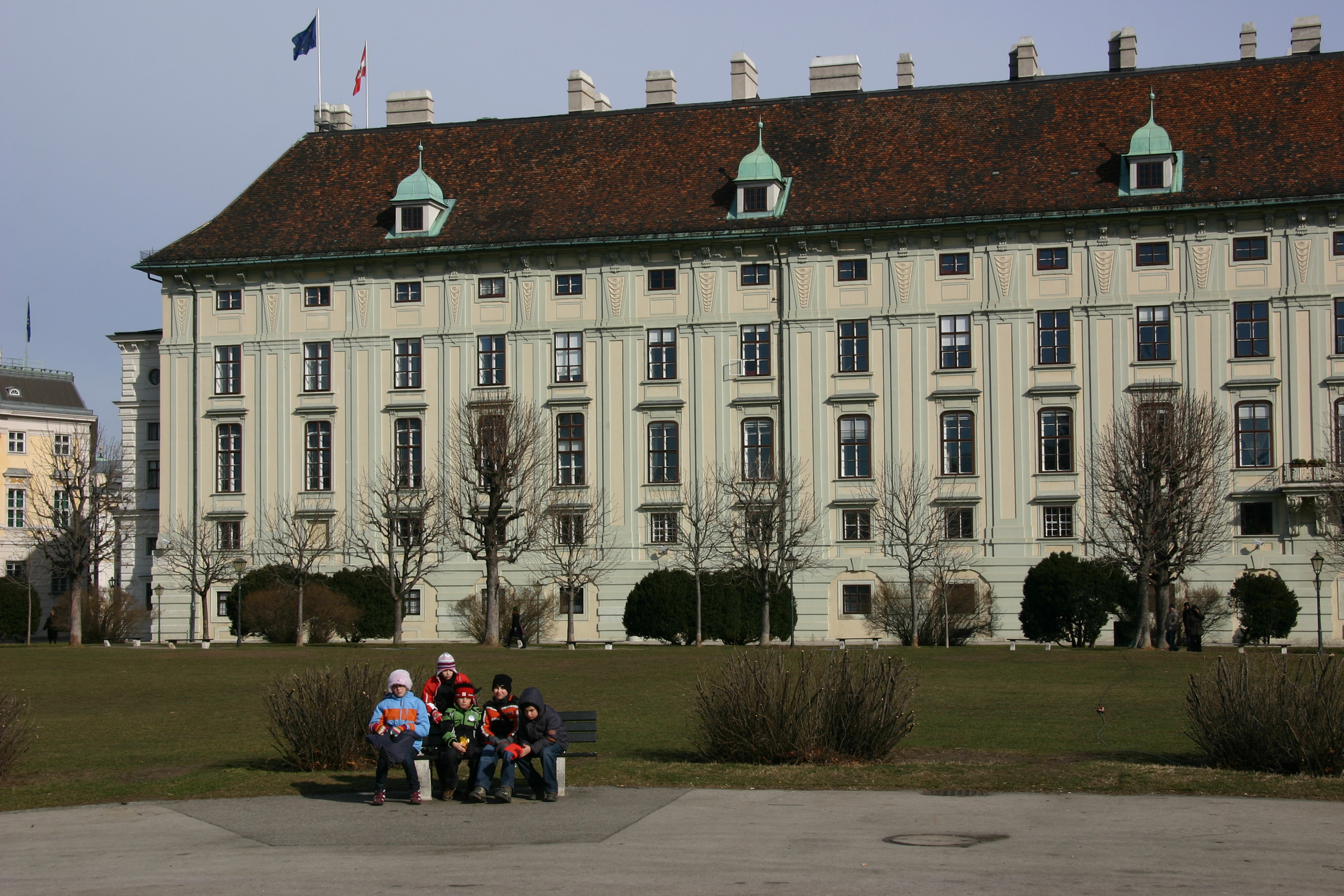
Leopoldinischer Trakt

## 같이 보기
- 부다성
- 프라하성
- 브라티슬라바성